# Friedrich Albrecht Augusti

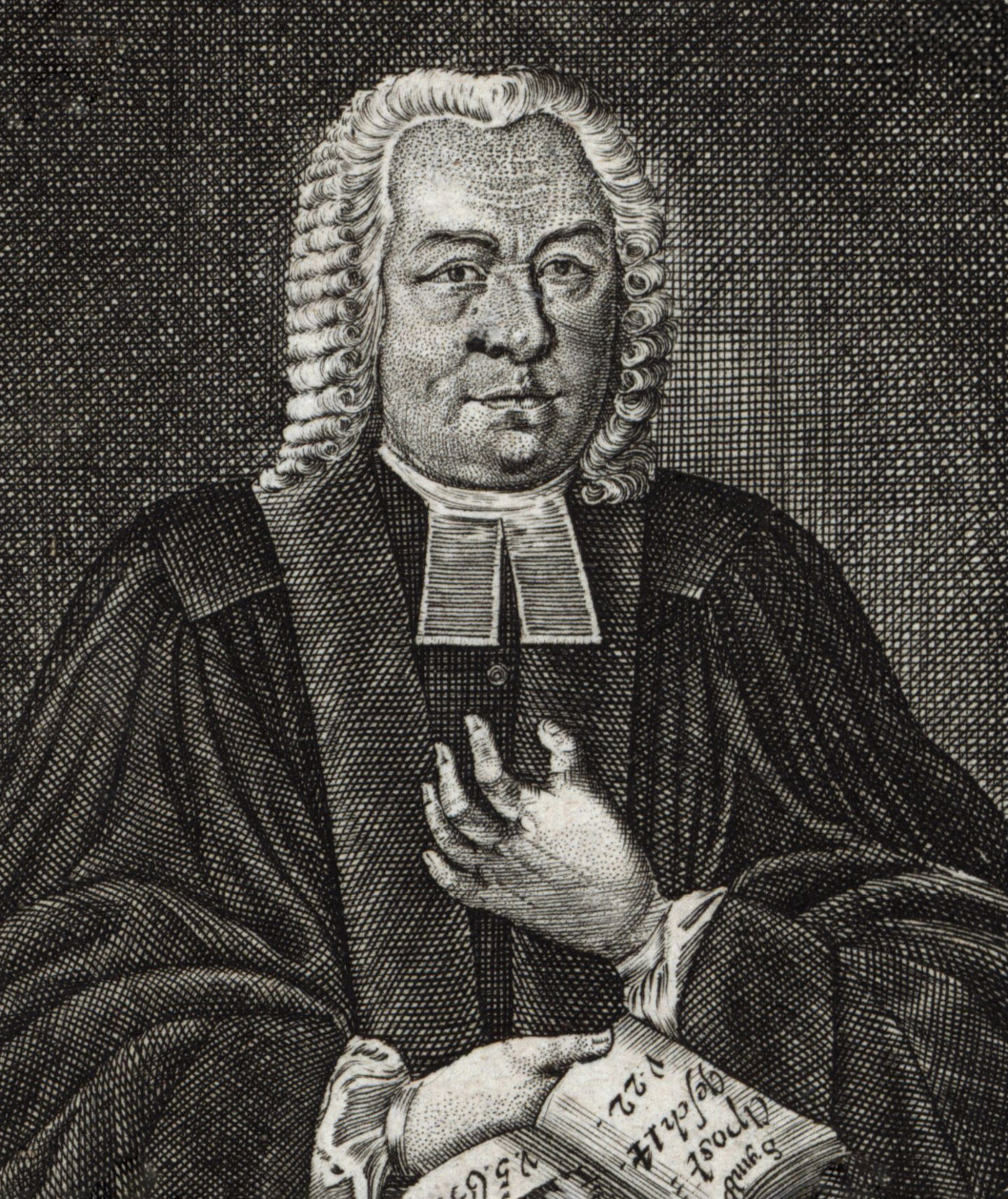
Friedrich Albrecht Augusti

Friedrich Albrecht Augusti, geboren als Josua Ben Abraham Eschel oder Herschel (* 30. Juni 1691 in Frankfurt (Oder); † 13. Mai 1782 in Eschenbergen) war ein deutscher evangelischer Theologe und Geistlicher jüdischer Abstammung.

## Leben

### Lebensabschnitt als Jude
Augusti war der Sohn von Abraham Eschel, einem Juwelier und Gelehrten. Dieser unterrichtete ihn bis zu seinem frühen Tod. Nach dem Tod des Vaters kam aus Jerusalem der Abgesandte („Meschullach“) Aron ben Jekutiel in die Stadt. Diesen sollte Augusti auf der langen Reise zurück nach Jerusalem begleiten und Jekutiel, der ein Arzt und Gelehrter war, ihn weiter unterrichten. Auf der Reise gerieten sie allerdings an eine Räuberbande, die Augusti gefangen nahm und schließlich als Sklave an einen Kaufmann verkaufte. Dieser setzte ihn unter anderem als Kameltreiber ein. Er wurde jedoch von den Juden der Stadt Smyrna freigekauft. Nach einem halben Jahr sollte er zurück nach Europa reisen. Auf der Reise, in der Nähe von Konstantinopel wurde er mit der Pest infiziert, überlebte aber dank guter Versorgung. 
Augusti ging zurück in Europa zu Verwandten in Litauen, die ihn zur weiteren Bildung nach Krakau schickten. Dort studierte er hauptsächlich bei Rabbiner Brauch. Sein Studium umfasste den Talmud, die jüdische Grammatik und Auslegekunst und die jüdischen Bräuche. Nach vier Jahren wechselte er nach Prag. In Prag setzte er bei Rabbi Gabriel sein Studium fort. Er ließ die Schrift Neschikat Mosche drucken und verteidigte diese öffentlich. Er erhielt daraufhin den Titel Morenu und die Erlaubnis öffentlich zu lehren. Um die Kabbala zu erlernen, wollte er nach England, Italien oder in die Niederlande reisen. Seine Mutter wollte diese Pläne jedoch nicht unterstützen. Er reiste daher zwischen den Synagogen des Landes umher. Schließlich fand er bei einem Hofjuden in Sondershausen Unterkunft, dessen Bibliothek er nutzen durfte und der mit ihm nach Amsterdam reisen wollte. Allerdings wurde Augusti dort am 15. November 1720 in seiner Wohnung wieder überfallen. Er und sein Gastgeber wurden um 30.000 Taler beraubt. Um den wiederum verletzten Rabbi zu heilen, schickte auch der Sondershauser Fürst Günther seinen Leibarzt. 
Augusti verblieb zunächst in Sondershausen und wollte dort eine Schrift über den Propheten Jesaja vollenden. Dabei geriet er mit seiner Religion in Konflikt. Er setzte sich mit dem Hofprediger und Superintendenten Reinhard auseinander und kam zum Entschluss, zum Christentum überzutreten. Begleitet von Reinhard und Hofrat Janus nahm er öffentlich in der Synagoge in Sondershausen Abschied von seinem Glauben.

### Lebensabschnitt als Christ
Augusti wurde zunächst in Sondershausen von Reinhard ein dreiviertel Jahr in die christliche Lehre eingeführt und trat an Weihnachten 1722 in Sondershausen unter der Anwesenheit des Fürsten zum lutherischen Glauben über. Anschließend zog er nach Gotha. Dort wurde er Schüler des Gothaer Gymnasium illustre, an dem er auf seine christlichen Studien vorbereitet werden sollte. 1727 ging er finanziell von Fürst Günther unterstützt an die Universität Jena um Theologie zu studieren, wechselte dann kurz darauf an die Universität Leipzig. Er bestand das Examen in Dresden, begann in Leipzig zunächst Vorlesungen zu halten, wurde dann aufgrund der schlechten finanziellen Lage 1729 Collaborator am Gymnasium sowie Privatlehrer in Gotha.
Augusti lehnte einen Ruf als Professor der orientalischen Sprachen an das Bremer Gymnasium ab und entschied sich in Gotha zu bleiben. Schon als Lehrer des Gothaer Gymnasiums, an dem auch wegen seiner Lehre des Hebräischen geschätzt wurde, war er als Adjunkt in Eschenbergen tätig, wurde er 1734 zum Pfarrer dieses Ortes ernannt. In dieser Stellung blieb er bis zu seinem Tod. 1755, kurz nach deren Gründung, wurde er zum Mitglied der Churfürstlich Mayntzische Academie nützlicher Wissenschaften ernannt. Außerdem erhielt er den Dr. phil. von der Universität Göttingen verliehen. Später unterstützte ihn sein Sohn Ernst Friedrich Anton Augusti im geistlichen Amt. Dessen Sohn war der Theologieprofessor Johann Christian Wilhelm Augusti.

## Werke (Auswahl)
- Dissertatio epistolica de fatis et factis Abrahami. Rether, Gotha 1730. (Digitalisat)
- Šannûy haš-šem be-netînat hal-lēv êl yād rôʿê han-nêfêš Yešûʿa: Aenderung des Namens bey der Uebergabe des Hertzens An den Seelen-Hirten Jesum. Schill, Arnstadt 1746. (Digitalisat)
- Historische Nachricht von seinen sämmtlichen Herren Antecessoribus von Lutheri Reformation an bis auf gegenwärtige Zeit: Deme auch beygefüget eine historische Nachricht von obgedachtem Orte Eschenberga, Rether, Gotha 1748. (Digitalisat)
- Gründliche Nachrichten von den Karaiten, Ihrem Ursprung, Sitten. Webern, Erfurt 1752. (Digitalisat)
- Erklärung des Buch Hiob it kritischen und politischen Anmerkungen, Erfurt 1754.